# Türkengefahr

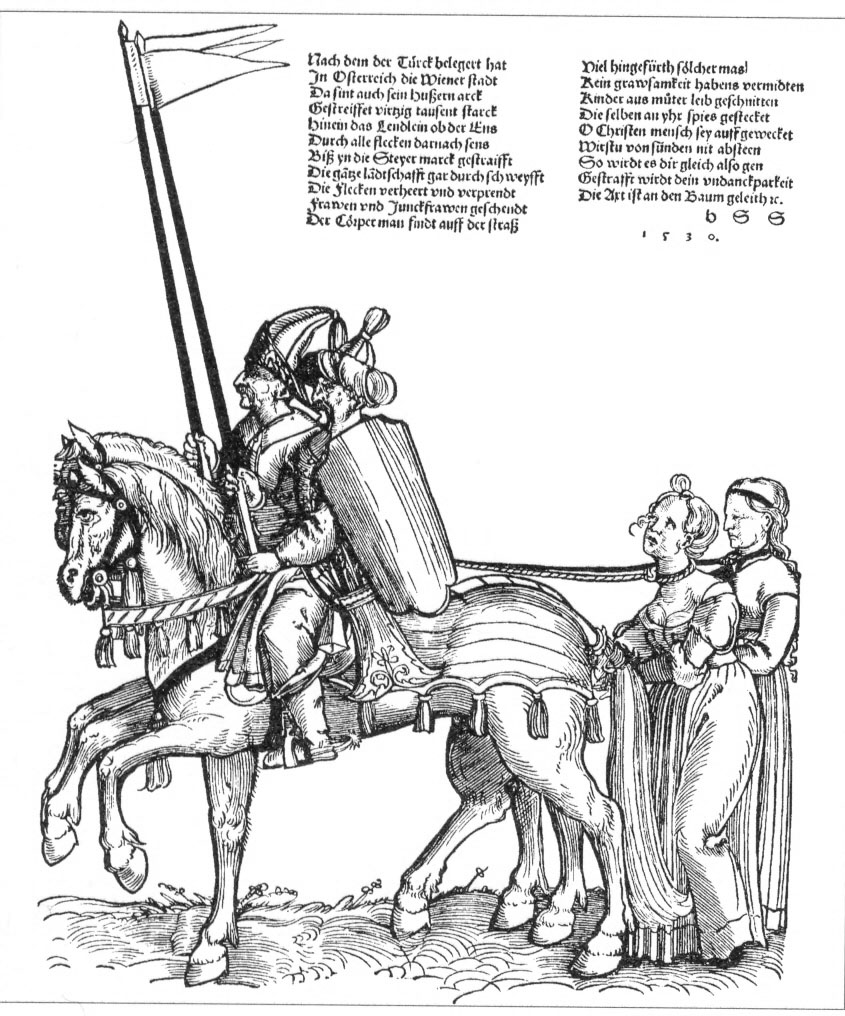
Türkendruck, 1530

Der Ausdruck Türkengefahr bezeichnet das während des 15. bis 17. Jahrhunderts im Gefolge der Türkenkriege in der europäischen Öffentlichkeit verbreitete Schreckbild des expandierenden Osmanischen Reiches als der Bedrohung des christlichen Abendlands durch eine islamische Macht. Mit Türkendrucken oder Turcica werden Flugschriften bezeichnet, mit denen mit Hilfe des neu erfundenen Buchdrucks vor der „Türkengefahr“ gewarnt wurde. Der Begriff der „Türkengefahr“ wurde ab dem ausgehenden 19. Jahrhundert in der deutschsprachigen Regionalgeschichtsschreibung und verstärkt ab den 1950er Jahren in der österreichischen Geschichtsschreibung über die Habsburger verwendet.